# جيمس بوغز (سياسي)
جيمس بوغز هو سياسي أمريكي، ولد في 8 أبريل 1796 في مقاطعة داون في المملكة المتحدة، وتوفي في 28 يناير 1862 في مقاطعة بيندلتون في الولايات المتحدة. انتخب عضو مجلس نواب فرجينيا ‏.